# Parchim-klassen
Parchim-klassen (Sovjetisk betegnelse: Projekt 133) blev udviklet til den Østtyske flåde i slutningen af 1970'erne og bygget af Peene-Werft i Wolgast i Østtyskland. Skibene blev designet til kystnær antiubådskrigsførelse. I tilfælde af en fuld krig mellem NATO og Warszawapagten var deres hovedopgave neutraliseringen af de små tyske type 206 samt de danske og norske Tumleren/Kobben-klasse undervandsbåde. Det første skib Wismar (senere solgt til Indonesien og omdøbt til Sutanto), blev søsat den 9. april 1981 i Rostock. Denne båd blev efterfulgt af yderligere 15 søsterskibe frem til 1986. For at støtte produktionen økonomisk besluttede Sovjetunionen at indkøbe yderligere 12 skibe af klassen som blev leveret mellem 1986 og 1990.
Skibene benyttet af Sovjetunionens flåde blev benævnt Parchim II-klassen af NATO. Selvom skibenes inden for antiubådskrigsførelse var ganske kapable havde Sovjetunionen udviklet sin egen, bedre, primære kystnære antiubådsklasse (Grisha-klassen) som gjorde købet af de 12 skibe af Parchim-klassen ganske overflødige. Efter Tysklands genforening blev de tidligere østtyske enheder solgt til den indonesiske flåde i 1993. Den indonesiske flåde foretog omfattende istandsættelser og opgraderinger som kostede næsten lige så meget som selve anskaffelsen. Skibene er stadig i tjeneste, både i den indonesiske og russiske flåde.

## Konstruktion
Parchim-klassen blev bygget som erstatning for Volksmarinens forældede HAI III-klasse ubådsjagere. På grund af deres deplacement på over 800 tons fuldt lastet var de i stand til at forlade kystnære farvand, selv i hårdt vejr. Fremdrivningen består af tre sovjetiskproducerede M504 56-cylindrede dieselmotorer, en videreudvikling af M503 dieselmotoren. Den midterste motor drev en "variable pitch-propel" til forlægning, mens de to andre motorer med faste propeller benyttes når skibet behøver høj fart. I alt producerede de tre motorer 14.250 Hk. Skibene blev bygget i rustfrit stål og består af ti vandtætte sektioner.

## Våbensystemer og sensorer

### Luftforsvar
Til luftforsvar var den første version udstyret med en dobbeltløbet AK-230 30 millimeter kanon og samt en dobbeltløbet AK-725 57 mm kanon. AK-725 er en antiluftskytskanon og er styret af ESP-72 ildledelsessystemet som modtager pejlinger og afstande fra en MR103 (NATO-rapporteringsnavn 'MUFF COB') radar. MR103 har en 1,3 meter bred radarantenne med et tilhørende videokamera i tilfælde af nedbrud eller voldsom ECM. 57 millimeter kanonerne var vandkølede og bæltefødet med et bælte på maksimalt 550 skud – dog skulle det første skud lades manuelt. I nødstilfælde kunne kanonerne styres manuelt fra et optisk ildlelsessystem. MR103 radarsystemet, allerede forældet da Parchim-klassen blev udviklet, benyttede teknologi fra 1950'erne opbygget omkring elektromekaniske systemer og vakuumrør. Som et resultat heraf opgav man at installere CIWS eller avancerede missilsystemer.
AK-230 maskinkanonerne er fuldautomatiske, stabiliserede, dobbeltløbede, vandkølede maskinkanoner med fire kamre. Kanonerne har en skudkadence på 1.000 skud i minuttet og havde to ammunitionsbælter på hver 500 skud.
Klassen var desuden udstyret med SA-N-5 (SA-7 Grail eller Strela II) MANPAD-positioner om bord på Parchim-klassen. Fraværet af et effektivt radarstyret missilsystem betyder at Parchim-klassen ikke er særligt godt beskyttet mod fjendtlige antiskibsmissiler. Dette var en stor begrænsning og begrænsede dermed klassens operationsområde til områder der var under venlig luftkontrol.
Luftvarslingsradaren på den første version var en (NATO-rapporteringsnavn) Strut Curve-radar. Til elektronisk krigsførelse var skibene ganske spartansk udstyret og bestod af en IFF (Identification Friend or Foe) transmitter og reciever samt et "ELOKA" ESM-system forbundet til et dobbelt 16-kanistret Chaff-system. Alt i alt var skibenes luftforsvar – eller mangel på samme, en betydelig begrænsende faktor for Parchim-klassen.

### Antiubådskrigsførelse
En af klassens forbedringer i forhold til forgængeren HAI III-klassen er et nyt sonarsystem. Systemet består af en skrogmonteret sonar samt en Variable Depth Sonar (VDS). En svaghed ved den gamle HAI III-klasse var den manglende evne til at "se" igennem springlag. Mens lyd bevæger sig formidabelt i vand med en ensartet temperatur kan selv en ganske lille temperaturændring have stor (både negativ og positiv) indflydelse på lydens udbredelse. Især i de tidlige sommermåneder i Østersøen forekommer disse springlag ganske ofte. En løsning var at bruge en VDS der kort fortalt er en sonar sat fast på et langt kabel. Ved at bruge en VDS kan man føre en sensor ned under springlaget og dermed fjerne ubådens mulighed for at gemme sig derunder.
Parchim-klassen blev udrustet med forskellige antiubådsvåben. De fire 400 mm torpedorør (Parchim II blev udrustet med 533 mm) kunne lades med trådstyrede torpedoer eller torpedoer med akustiske søgehoveder. Dette gav klassen et præcisionsvåben mod ubåde. De to RBU-6000 antiubådsraketsystemer kan skabe en barriere mellem skibet og ubåde, torpedoer elller frømænd. Selvom dette våbensystem var relativt usofistikeret efter vestlige standarder viste systemet sig effektivt og blev benyttet på mange mindre og middelstore orlogsskibe. Systemet består af tolv rør til raketter udstyret med en kraftig dybdebombe. Raketternes mål bliver indstillet blot ved at ændre vinklen på affyringssystemet. Systemet kan ændre sin vertikale affyringsvinkel mellem -15° og +60°, og kan drejes 180° horisontalt for således at dække hver sin side af skibet. Rækkevidden er mellem 350 meter og 6.000 meter og kan nå dybder på ned til 500 meter. Raketterne, RGB-60, vejer 110 kg, hvoraf de 25 kg er et højeksplosivt sprænghoved. Systemet bliver automatisk genopladet fra et magasin under systemet ved at pege systemet lodret op. Systemet kan medbringe op til 96 raketter. Hele systemet bliver styret fra Burya-ildledelsessystemet. RBU-6000 kan også benyttes til kystbombardementer. Parchim-klassen kan også smide regulære dybdebomber der er noget kraftigere end RBU-6000 systemet samt transportere og lægge op til 60 miner.

## Overblik
Alt i alt var Parchim-klassen i stand til at løfte sin opgave, hovedsageligt at jagte og nedkæmpe fjendtlig ubåde i kystnært farvand. Den næsten totale mangel på offensive og defensive våben med undtagelse af antiubådsvåben, afspejles i Volksmarinens doktrin for klassen, som anser Koni-klassen der er udrustet med det radarstyrede SA-N-4 som hjørnestenen i flådens luftforsvar. Med andre ord var Parchim-klassen afhængig af Koni-klassens beskyttelse hvis man vil gøre sig forhåbning om at overleve en moderne søkrig. Men som Østtysklands største krigsskibsprojekt var Parchim-klassen virkelig Höhepunkt des DDR-Kampfschiffbaus.

## Skibe i klassen
| Pnt.       | Navn                    | Tidligere navn    | Søsat     | Indgået           | Skæbne      |           |           |
| Parchim I  | Parchim I               | Parchim I         | Parchim I | Parchim I         | Parchim I   | Parchim I | Parchim I |
| ---------- | ----------------------- | ----------------- | --------- | ----------------- | ----------- | --------- | --------- |
| 377        | Sutanto                 | Wismar            | 1981      | 1995 (Indonesien) | I tjeneste  |           |           |
| 378        | Sutedi Senpoputra       | Parchim           | 1981      | 1994 (Indonesien) | I tjeneste  |           |           |
| 379        | Wiratno                 | Perleberg         | 1981      | 1994 (Indonesien) | I tjeneste  |           |           |
| 380        | Memet Sastrawiria       | Bützow            | 1981      | 1995 (Indonesien) | I tjeneste  |           |           |
| 375        | Tjut Nya Dhien          | Lübz              | 1982      | 1994 (Indonesien) | I tjeneste  |           |           |
| 376        | Sultan Thaha Syaifuddin | Bad Doberan       | 1982      | 1995 (Indonesien) | I tjeneste  |           |           |
| 382        | Hasan Basry             | Güstrow           | 1982      | 1996 (Indonesien) | I tjeneste  |           |           |
| 373        | Nuku                    | Waren             | 1982      | 1993 (Indonesien) | I tjeneste  |           |           |
| 371        | Kapitan Patimura        | Prenzlau          | 1983      | 1993 (Indonesien) | I tjeneste  |           |           |
| 384        | Pati Unus               | Ludwigslust       | 1983      | 1995 (Indonesien) | I tjeneste  |           |           |
| 372        | Untung Suropati         | Ribnitz-Damgarten | 1983      | 1993 (Indonesien) | I tjeneste  |           |           |
| 383        | Iman Bonjol             | Teterow           | 1984      | 1994 (Indonesien) | I tjeneste  |           |           |
| 385        | Teuku Umar              | Grevesmühlen      | 1984      | 1996 (Indonesien) | I tjeneste  |           |           |
| 386        | Silas Papare            | Gadebusch         | 1984      | 1996 (Indonesien) | I tjeneste  |           |           |
| 374        | Lambung Mangkurat       | Angermünde        | 1984      | 1994 (Indonesien) | I tjeneste  |           |           |
| 381        | Tjiptadi                | Bergen            | 1985      | 1996 (Indonesien) | I tjeneste  |           |           |
| Parchim II |                         |                   |           |                   |             |           |           |
| 304        | Urengoij                | MPK-192           | 1985      | 1986              | I tjeneste  |           |           |
| 311        | Kazanets                | MPK-205           | 1985      | 1986              | I tjeneste  |           |           |
| 301        | -                       | MPK-67            | 1986      | 1987              | Udgået 2005 |           |           |
| 308        | Zelenodolsk             | MPK-99            | 1986      | 1987              | I tjeneste  |           |           |
| 245        | -                       | MPK-105           | 1986      | 1988              | Ukendt      |           |           |
| 226        | -                       | MPK-213           | 1987      | 1988              | Udgået 2004 |           |           |
| 258        | -                       | MPK-216           | 1987      | 1988              | Udgået 2005 |           |           |
| 209        | -                       | MPK-219           | 1987      | 1988              | Udgået 2002 |           |           |
| 218        | Alexin                  | MPK-224           | 1988      | 1989              | I tjeneste  |           |           |
| 243        | -                       | MPK-227           | 1988      | 1989              | Ukendt      |           |           |
| 244        | Bashkortostan           | MPK-228           | 1988      | 1989              | Udgået 2010 |           |           |
| 232        | Kalmykija               | MPK-229           | 1989      | 1990              | I tjeneste  |           |           |

## Indonesien
De 16 skibe fra Østtyskland blev købt af Indonesien i 1992 for en pris på 12,7 millioner amerikanske dollar i en handel der blev arrangeret af den daværende indonesiske vicepræsident Jusuf Habibie. Salget fra Volksmarinen inkluderede desuden 14 landgangsfartøjer af Frosch-klassen samt 9 minestrygere af Kondor-klassen. Parchim-klassen, nu kendt som Kapitan Patimura-klassen fik en betydelig renovation der omfattede blandt andet udskiftning af klimaanlæg og hovedmotor.
| Dieselmotor          | Hestekraft        | Pennantnummer                  |
| -------------------- | ----------------- | ------------------------------ |
| 2× Deutz TBD 620 V16 | 6.000 Hk (4,5 MW) | 372, 373, 374, 377, 378 og 381 |
| 2× MTU 16V 4000 M 90 | 7.300 Hk (5,4 MW) | 371, 379, 380, 382, 383 og 386 |
| 2× Caterpillar 3516B | 5.200 Hk (3,9 MW) | 355, 376, 384 og 385           |

## Rusland
- Rusland overtog i alt 12 skibe af Parchim II-versionen hvoraf de 5 er i tjeneste, fire er udgået og tre har en ukendt status. Alle skibene er underlagt den russiske Østersøflåde og hører hjemme i henholdsvis Kronstadt og Baltijsk.